# Любимов, Лев Дмитриевич
Лев Дми́триевич Люби́мов (18 (31) июля 1902, Тула, Российская империя — 31 мая 1976, Москва, СССР) — русский и советский журналист, искусствовед, писатель, публицист, автор книги воспоминаний «На чужбине». Эмигрант. После войны примкнул к Союзу русских патриотов и вернулся в СССР. Был агентом советских спецслужб (оперативный псевдоним «Александров»).

## Биография
Родился 18 (31) июля 1902 года в Туле. Сын сенатора Дмитрия Николаевича Любимова и Людмилы Ивановны (урожд. Туган-Барановской, 1877—1960; стала прообразом главной героини в повести А. И. Куприна «Гранатовый браслет»). Племянник экономиста, социолога и историка М. И. Туган-Барановского.
В 1915 году поступил в Александровский лицей.
С 1919 года находился в эмиграции во Франции. Политический обозреватель газеты «Возрождение» (до 1940 г.).
В 1923 году окончил философский факультет Берлинского университета.
В 1927 году посвящён в масоны в парижской русской ложе «Астрея» № 500 (ВЛФ). В 1929 году был помощником секретаря ложи. В 1934 году исключён из ложи за антимасонскую деятельность.
В 1937 исключён из Союза литераторов и журналистов в Париже за оскорбление Союза в лице председателя.
При основании в 1937 году Национального объединения русских писателей и журналистов вошёл в его правление, с 1939 генеральный секретарь НОРПЖ.
По одним данным во время Второй мировой войны занимал антифашисткую позицию, по другим сведениям — во время немецкой оккупации Франции сотрудничал в пронацистской газете «Je suis partout». После войны член Союза русских патриотов, Союза советских патриотов, сотрудничал в газете «Советский патриот» (член редакционной коллегии, вёл отдел международной политики), один из руководителей Союза советских граждан. В 1946 одним из первых получил советский паспорт.
25 ноября 1947 года по решению министра внутренних дел за «вмешательство во внутренние дела страны» выслан из Франции. Этому предшествовали события в лагере Борегар. Вернулся в СССР. С 29 февраля 1948 жил в Москве, где с 1951 года печатался в советских изданиях, работал во Всеславянском комитете. Написал популярные книги по истории искусства Европы и России (в том числе Древней Руси). Автор книги воспоминаний «На чужбине» (1963). В своих воспоминаниях пишет о писателях и др. деятелях русской эмиграции: Куприне, Бунине, Рахманинове, Алехине.
С 1966 года жил в ЖСК «Советский писатель»: Красноармейская улица, д. 29 (до 1969: 2-я Аэропортовская ул., д. 18).

## Сочинения

### Книги
- На рубеже новой Европы. Очерки современной Польши. Париж: Imp. de Navarre, 1930.
- Тайна императора Александра I. Paris, 1938.
- Среди сокровищ Эрмитажа. М.: Знание, 1961.
- Великая живопись Нидерландов. М.: Детская литература, 1963.
- На чужбине. М., 1963. (до этого главы печатались в журнале «Новый мир» за 1957 год, номера II,III,IV)
- На чужбине. Ташкент, 1965; 2-е изд. — 1979; 3-е изд. — 1989.
- Небо не слишком высоко. Золотой век итальянской живописи. Очерки. М.: Детская литература, 1970; 2-е изд. — 1979.
- Искусство древнего мира. М.: Просвещение, 1971; 2-е изд. — 1980; 3-е изд. — 1996; М., АСТ, 2002.
- Это началось очень давно. М., 1972.
- Искусство древней Руси. М., 1974; 2-е изд. — 1981; 3-е изд. — 1996.
- Искусство Западной Европы. М.: Просвещение, 1976; 2-е изд. — 1982; 3-е изд. — 1996.; М., АСТ, 2005.
- Дионис на пантере. Рассказ об искусстве мозаики. М.: Детская литература, 1982.
- История мирового искусства: Древний мир, Древняя Русь, Западная Европа. М., 2007.

### Статьи
- Как И. Е. Репин писал «Заседание Государственного Совета». // Журнал «Искусство», 1961, № 2.
- Среди сокровищ Русского музея. // Журнал «Звезда», 1962, № 2-3.